# Cratere Rabel
Rabel è un cratere sulla superficie di Giapeto.